# クソミミズ
クソミミズ　Pheretima hupeiensis (Michaelson) は普通に見られるミミズの1つ。悪臭があり、地上に糞塊を多く積み上げる。

## 特徴
体長150mm、幅5mmほどの中型のミミズ。体節数は110-138ほど。
背面は緑を帯び、特に後方で鮮明で、前の方は緑がかった灰色になっている。腹面は青白い灰色、環帯は乳色からチョコレート色。
背孔はXI/XIIから始まる。雄性生殖孔はXVIII節の腹面の剛毛線の上にあり、性的乳頭状突起はXVII節とXVIII節、それにXVIII節とXIX節の間の溝に、それぞれ1対が雄性生殖孔より内側に左右対称に位置する。これは横長の卵円形のもので、雄性生殖孔の隆起より大きい。受精嚢孔はVI/VII、VII/VIII、VIII/IXに計3対ある。
名前については渡辺(2003)は「かわいそうな名前」といいつつ、直後に「それもあるいは当然」と切り捨てており、理由としては「黒褐色の汚い感じ」を挙げている。子供向けの書籍であるが皆越(2013)には本種をニオイミミズの名で取り上げ、クソミミズを別名としている。

## 分布
日本では北海道から九州までと、それに沖縄からも知られる。
ただしアメリカのニューハンプシャー州などに1937年頃から進入し、15年ほどでかなりの地域に広まったという。これは中国産の芝生について運び込まれたとも考えられている。

## 生育環境
草地や芝生、田畑周辺や道路の路肩など、裸地や明るい場所を好む。

## 生態など
地下にトンネルを作り、地表に糞塊を積み上げる。これは他のミミズにも見られるものであるが、本種は日本産のミミズではもっともよく地表に糞塊を排出するものである。糞塊をよく作るのは4月から10月頃までで、この活動期間にはミミズはほぼ地下10cm程度までの深さに集中している。寒くなるとより深く潜るようになり、雪の積もる時期には浅いものでは10cmから深いところでは70cmに潜っているものもいるという。
非常に不活発なミミズで、地上につまみ出しても跳ねたりくねり回ったりはせず、そのまま塊のように丸まってしまう。渡辺はそれを「何とも表現のしようのないぐにゃぐにゃした塊」と述べている。またこのときにきついミミズらしい悪臭を発する。
産卵は秋で、卵で越冬すると考えられるが、一部に春に産卵するものがある可能性もあるという。幼生が孵化し始めるのが5月頃で秋に成体になる。成体は年を越えて春に産卵すると思われる。一部の個体は更に年を越えて2年目まで生きると考えられている。

## 近縁種など
本種の特徴は体色が緑茶褐色であることと、取り出すと全身絡み付くようにして塊状になる習性がある点である。

## 利害
ミミズは地面の土を耕し、豊かにすると言われる。本種の場合、地表に糞塊を出すためにその成果が見て取れる。
糞塊は仁丹より少し小さい程度の丸っこい糞粒が積み重なったもので、時に高さ1cmにも及ぶ。ある芝生での測定では、最も多かったのは6月で、1平方m当たり、乾燥重量にして1kgを越したという。1年間、実際には糞塊の出されるのは6ヶ月ほどであるが、その間の量は1平方m当たり2.3-6.1kg、平均で3.8kgで、これは1haに換算すると38tという数字になる。ちなみにこれだけの糞塊が崩れて地表に広がった場合にはその厚みは3.1mm、つまりそれだけの表土を新たに作り出した計算になる。
アメリカではゴルフ場の芝生で繁殖し、糞塊を地表に出すことからゴルフボールが汚れるとして駆除の方法も考えられている。